# カテドラル山
カテドラル山（カテドラルさん、スペイン語: Cerro Catedral）は、コルジレラ山としても知られウルグアイの最も高い標高をもつ山頂がある。標高は513.66 mある。 山はマルドナド県の北にあるアイグアという町に位置し、グランデ山地と呼ばれる大きな山脈の一部を構成するカラペ山脈の中にある。山の名前は、国の南部に大変共通した山頂の岩のごつごつした物珍しい形状から由来する。

## 歴史
1973年までは、デラスアニマス山、旧称ミラドールナシオナルがウルグアイで最も標高の高い山と考えられていた。ところがその年に、 軍事地理サービス（Servicio Geográfico Militar）の科学者グループがカテドラル山を測量して変更した。

## 地理

### 所在地と地理学
カラペ山脈は、先カンブリア時代に形成されマルドナド県を西から東へ横断しロチャ県へ続く。ラバジェハ県とマルドナド県との県境を構成している。カテドラル山またはコルジレラ山は、ラスカーニャス地域に位置し、マルドナド県の第8司法区と第9警察区にある。 カテドラル山付近に、ホセイグナシオ川（Arroyo José Ignacio）の水源があり北から南へ流れる。また、コロニラ川（Arroyo Coronilla）の水源もあり北西に流れ、アイグアへ流れ込む。
山は、主に花崗岩と片麻岩とで形成された山脈の区域にある。

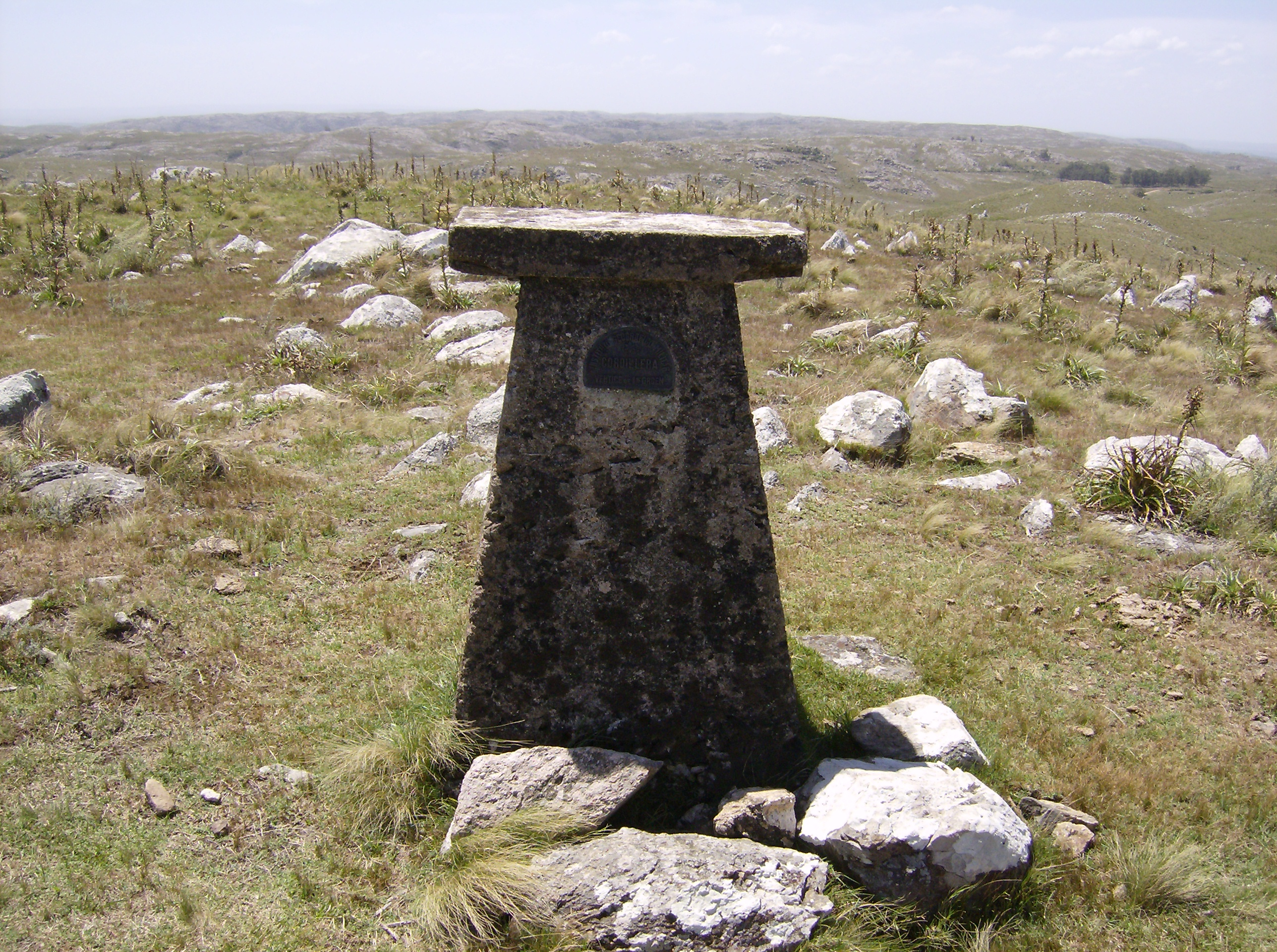
山頂を示す測地マーク

### 植生
カテドラル山の最も高い区域では、植物が実質的に存在せず, 岩の間にチリアングァバと呼ばれる低木の生えるまばらな景観が広がる。 高度が 400 m (1,300 ft) 以上になると、厳しい環境に強い草で耐寒性の植物であるバッカリス・アルチクラタとマルセラが優位を占める。 

### 気候
この地方の気候は、温暖湿潤気候または海洋性気候（ケッペンの気候区分でCfb）であり、温和な夏と頻繁に霜が降る冷たさが厳しい冬を伴う。強風がよく発生する。降水量は年を通して均等で、降雪は稀である。